# Eleições municipais em Teresina em 1992
As eleições municipais em Teresina em 1992 aconteceram em 3 de outubro, sendo que na capital piauiense foram eleitos o prefeito Wall Ferraz, o vice-prefeito Francisco Gerardo e 21 vereadores. Foi a primeira das sete vitórias consecutivas do PSDB nas disputas pelo Palácio da Cidade.
Nascido em Teresina, o professor, advogado e historiador Raimundo Wall Ferraz, é graduado pela Universidade Federal do Piauí, lecionou na referida instituição e no Instituto de Educação Antonino Freire. Filiado à UDN, fez carreira política na capital piauiense, elegendo-se vereador em 1954 e 1958 e vice-prefeito em 1962, na chapa de Hugo Bastos. Nessa condição, assumiu a presidência da Câmara Municipal e ingressou na ARENA no bojo do Regime Militar de 1964. Secretário de Educação no primeiro governo Alberto Silva, foi prefeito biônico de Teresina (1975-1979) nos governos de Dirceu Arcoverde e Djalma Veloso. Após a reforma partidária ocorrida no Governo João Figueiredo, ingressou no PP e depois no PMDB, sendo eleito deputado federal em 1982.
Durante sua estadia em Brasília, Wall Ferraz votou a favor da Emenda Dante de Oliveira em 1984 e em Tancredo Neves no Colégio Eleitoral em 1985. Nesse mesmo ano, elegeu-se prefeito de Teresina. Em 1990, mudou para o PSDB e foi derrotado por Freitas Neto na disputa pelo governo do estado, em segundo turno. Eleito prefeito de Teresina em 1992, faleceu em 22 de março de 1995, no curso do mandato.
Natural de Acaraú, Francisco Gerardo da Silva foi diretor do Departamento de Serviços Urbanos na administração Joel Ribeiro, diretor-presidente da Empresa Teresinense de Desenvolvimento Urbano (ETURB) na segunda administração Wall Ferraz e secretário municipal de Serviços Urbanos na administração Heráclito Fortes. Eleito vice-prefeito de Teresina via PSDB em 1992, assumiu o cargo de prefeito em 1995, após a morte de Wall Ferraz.

## Resultados da eleição para prefeito
Na relação a seguir os percentuais refletem o número de votos válidos, sendo que houve ainda 19.187 votos em branco (8,03%) e 14.099 votos nulos (5,90%) calculados sobre o comparecimento de 238.953 eleitores com 205.667 votos nominais assim distribuídos:
| Candidatos a prefeito de Teresina | Candidatos a vice-prefeito      | Número | Coligação                                   | Votos   | Percentual |
| --------------------------------- | ------------------------------- | ------ | ------------------------------------------- | ------- | ---------- |
| Wall Ferraz PSDB                  | Francisco Gerardo PSDB          | 45     | Acreditar de Novo (PSDB, PDC, PL, PCdoB)    | 130.829 | 63,61%     |
| Alberto Silva PMDB                | Wilton Moura Santos PMDB        | 15     | PMDB, PSC, PST                              | 28.331  | 13,77%     |
| Antônio José Medeiros PT          | Merlong Solano PT               | 13     | PT (sem coligação)                          | 21.581  | 10,49%     |
| Jesualdo Cavalcanti PFL           | Alcenor Almeida PDT             | 25     | Teresina com Amor (PFL, PDT, PDS, PMN, PTR) | 21.134  | 10,28%     |
| Acilino Ribeiro PPS               | Luiz Ferreira do Nascimento PSB | 23     | PPS, PSB, PV                                | 1.985   | 0,97%      |
| Paulo Freitas PTB                 | Marciano Silveira PRN           | 14     | PTB, PRN                                    | 1.807   | 0,88%      |
| Fontes:                           |                                 |        |                                             |         |            |

## Vereadores eleitos
| Relação dos vereadores eleitos | Partido | Votação | Percentual | Cidade onde nasceu | Unidade federativa |
| José Ferreira                  | PFL     | 3.413   |            | Teresina           | Piauí              |
| Edson Melo                     | PSDB    | 3.296   |            | Teresina           | Piauí              |
| Nilson Cavalcante              | PFL     | 2.975   |            | Mirador            | Maranhão           |
| Renato Berger                  | PFL     | 2.714   |            | São Paulo          | São Paulo          |
| Carlos Alberto Pulim           | PDC     | 2.635   |            | Teresina           | Piauí              |
| Djalma Filho                   | PSDB    | 2.578   |            |                    |                    |
| Chico Wilson                   | PSDB    | 2.509   |            | Teresina           | Piauí              |
| Olésio Coutinho                | PSDB    | 2.441   |            | Campo Maior        | Piauí              |
| Valdinar Pereira               | PDT     | 2.367   |            | Teresina           | Piauí              |
| Mardônio Sousa                 | PDS     | 2.350   |            |                    |                    |
| Miranda Dantas                 | PDC     | 2.319   |            | Bertolínia         | Piauí              |
| Assis Machado                  | PFL     | 2.295   |            | Teresina           | Piauí              |
| Antônio José Cavalcante        | PL      | 2.246   |            |                    |                    |
| Antônio Mariano                | PFL     | 2.236   |            | Teresina           | Piauí              |
| Henrique Rebelo                | PDS     | 2.209   |            | Teresina           | Piauí              |
| Ursulino Neto                  | PDS     | 2.193   |            | Teresina           | Piauí              |
| Reinaldo Koury                 | PDT     | 2.078   |            |                    |                    |
| Marcos Vítor                   | PSDB    | 2.041   |            |                    |                    |
| Wellington Dias                | PT      | 1.520   |            | Oeiras             | Piauí              |
| Marcos Silva                   | PMDB    | 1.215   |            | Parnaíba           | Piauí              |
| Deusdeth Nunes                 | PMDB    | 1.038   |            | Aracati            | Ceará              |
| Fontes:                        |         |         |            |                    |                    |